# Macromya depressa
Macromya depressa là một loài ruồi trong họ Tachinidae.